# Marjah
Marjah (aussi appelé Marja ou Marjeh) est une ville de la province d'Helmand dans l'ouest de l'Afghanistan. Elle est située à environ 25 kilomètres au sud-ouest de Lashkar Gah, capitale de la province d'Helmand.
La ville est connue pour être un important fief de l'insurrection et un des principaux points de transit de l'opium, dont la vente est l'un des nombreux revenus des talibans.
En février 2010, l'opération Mushtarak se concentre notamment autour de Marjah.